# Neil Allison
Neil James Allison (sinh ngày 20 tháng 10 năm 1973 ở Hull, Yorkshire, Anh), là một cầu thủ bóng đá người Anh thi đấu ở vị trí trung vệ tại Football League.